# Kinderhuis Villandry
Kinderhuis Villandry (ook: Kinderherstellingsoord Villandry) was een herstellingsoord in de Nederlandse stad Nijmegen, speciaal voor kinderen van spoor- en tramwegpersoneel. Het is gelegen aan de Bosweg 160 in de wijk Kwakkenberg, op het landgoed Villandry. Op dit landgoed was al in 1909 een herstellingsoord gevestigd voor personeel van spoor- en tramweg. Het gebouw kreeg op 22 april 2002 de status van rijksmonument (no. 522997).

## Ontwerp
Het gebouw werd in 1930 in opdracht van de “Vereeniging tot Exploitatie van een Herstellingsoord voor Spoorwegpersoneel” gebouwd door de N.V. Nederland te Nijmegen voor de som van 51.675 gulden. Het ontwerp was van de Hilversumse architect Everwijn Verschuyl (1871-1954) die in 1925 ook de uitbreiding van het herstellingsoord op het landgoed Villandry had getekend. Zijn ontwerp, beïnvloed door de Amerikaanse architect Frank Lloyd Wright, vertoont kenmerken van de overgang van de Amsterdamse School naar de strakkere baksteenarchitectuur van de jaren dertig. "Typerend zijn de enorme pannendaken, de grootse schoorsteen, de grillige bouwvolumen en de bijna ononderbroken band van ramen, direct onder de dakrand. De uitkragende dakrand en dakoverstekken geven met name aan de zuidzijde een mogelijkheid tot een overdekt terras". In het interieur is een voor kinderen aangename sfeer gecreëerd door het speelse gebruik van licht en kleuren.

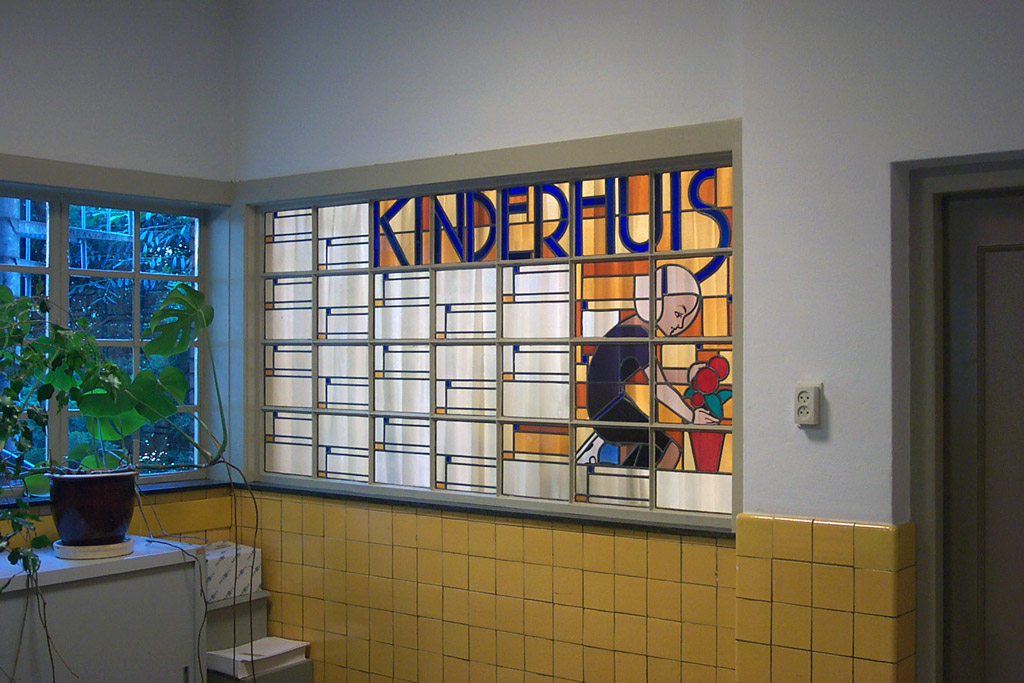
Glas-in-loodraam meisje met bloemen
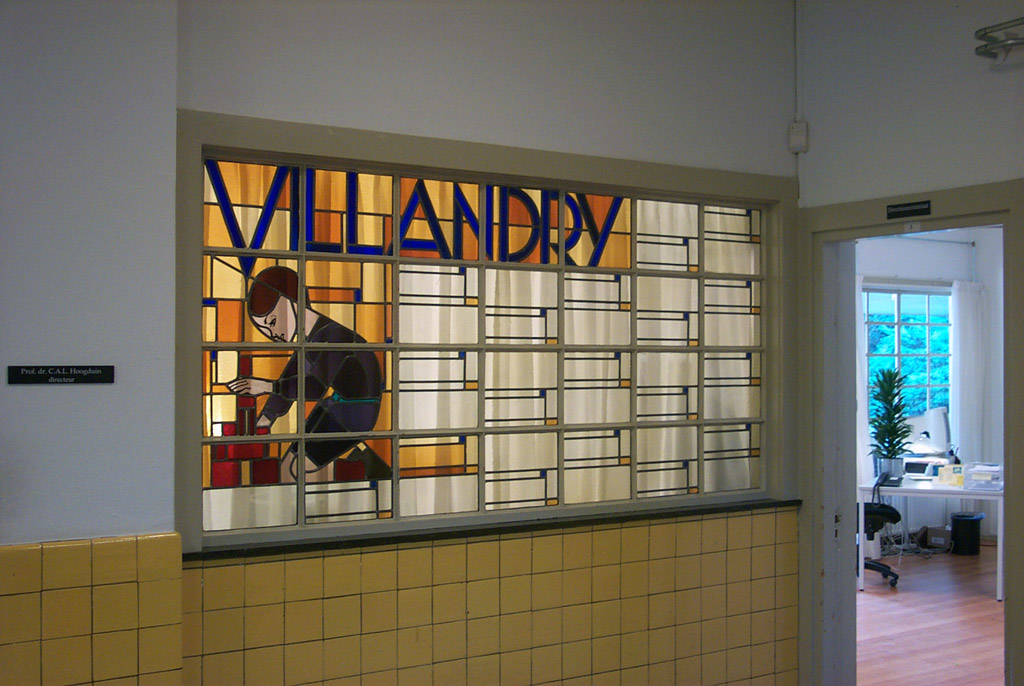
Glas-in-loodraam jongen met blokken

## Functie
Het gebouw, dat in 1931 werd opgeleverd, bood plaats aan 48 patiëntjes. De kinderen, afkomstig uit armlastige gezinnen uit het gehele land, werden er veelal voor een periode van 6 weken opgenomen om aan te sterken. Er werd hen een programma geboden dat bestond uit allerlei vormen van sport en recreatie. Verder moesten de bosrijke omgeving en de gezonde lucht bijdragen aan de verbetering van lichaam en geest van de kinderen. In het jubileumboek van 1967, uitgegeven ter gelegenheid van het 12e lustrum van de Vereeniging, werd gemeld dat de gemiddelde gewichtstoename van de kinderen 2,1 kg bedroeg. In de periode 1931 tot 1967 werden 6150 kinderen met 250.562 verpleegdagen in het Kinderhuis verpleegd. Op 5 juli 1935 werd aan de rechterzijde van het pand een uitbreiding van het Kinderhuis in gebruik genomen waar kinderen met besmettelijke ziektes geïsoleerd verpleegd konden worden.

## Tweede Wereldoorlog
Bernarda Coes schreef een oorlogsdagboek (2 delen) vanuit Kinderhuis Villandry waar ze vanaf 27 februari 1941 als verpleegster werkte. Het dagboek - dat begint op 17 september 1944 met de start van Operatie Market Garden en eindigt op 2 september 1946 - bevindt zich in het Vrijheidsmuseum in Groesbeek.  
In de beginjaren van de Tweede Wereldoorlog kon het Kinderhuis zijn functie behouden. Op 1 juli 1943 werd het gebouw echter gevorderd door de Duitse bezetter. Tot 20 september 1944 werden er naast Nederlandse ook Duitse kinderen opgevangen en was het deels in gebruik voor het Deutsche Dienstpostamt. Op de zolder sliepen in die periode de zogenaamde ‘grijze muizen’, de vrouwelijke soldaten van de Wehrmacht.
Na het vertrek van de Duitsers in september 1944 werden tientallen vluchtelingen en daklozen uit de stad Nijmegen en omgeving in het Kinderhuis opgevangen. Nadat een deel van de Nijmeegse binnenstad was verwoest bij het bombardement van 22 februari 1944, deed het Kinderhuis tijdelijk dienst als noodopvang voor de Nijmeegse Openbare MULO-school en voor de St. Jozefschool aan de Koolemans Beijnenstraat. Na de bevrijding waren tussen 1946 en 1949 gezinnen van leden van de Nationaal-Socialistische Beweging in het Kinderhuis geïnterneerd.

## Huidige situatie
Op 16 juni 1951 kon het Kinderhuis, na renovatie, weer voor zijn oorspronkelijke functie als herstellingsoord worden ingezet. Vanwege de geleidelijk teruglopende belangstelling besloot het bestuur van de Vereeniging om het Kinderhuis - 26 jaar na de heropening - eind 1972 te sluiten.
Het gebouw werd vanaf 1973 aan diverse onderwijsinstellingen verhuurd waaronder de Vrije School Nijmegen en de Hogeschool Nijmegen, tegenwoordig Hogeschool van Arnhem en Nijmegen (HAN). Van oktober 1991 tot eind 2007 was de psychologenmaatschap HSK Groep huurder.
In januari 2008 werd het Kinderhuis verkocht aan Verpleeghuiskoepel De Waalboog die er zijn administratie en de dagopvang voor dementerenden in vestigde. De Waalboog verkocht het Kinderhuis op haar beurt in 2019. De nieuwe bestemming is nog onbekend.